# Michał Łukaszewicz
Michał Łukaszewicz (ur. 29 listopada 1948 w Szczecinie, zm. 18 kwietnia 2006 w Warszawie) – polski pisarz, poeta, krytyk literacki, dziennikarz. Był członkiem Stowarzyszenia Pisarzy Polskich.

## Życiorys
Absolwent Wydziału Filologii Polskiej Uniwersytetu Warszawskiego (dyplom 1974). W latach 1967–1976 należał do grupy poetyckiej „Stajnia”. Debiutował w 1980 roku tomikiem wierszy „Magister Tartufe” (wyd. PIW) i zbiorem opowiadań „Pieśń żarłocznej szarańczy” (wyd. „Czytelnik”).
Po studiach pracował jako dziennikarz w „Sztandarze Młodych”, a od 1976 do 1996 roku jako redaktor w dwutygodniku, a potem miesięczniku „Nowe Książki”. W latach 1996–2002 był stałym współpracownikiem miesięcznika literacko-społecznego „Literatura”, gdzie publikował m.in. fragmenty swoich nie wydanych powieści, artykuły i recenzje. Jego opowiadania fantastyczne ukazywały się w „Fantastyce” i w „Nowej Fantastyce”.
W latach 1993–2006 był nauczycielem w szkołach społecznych. Brał udział w tworzeniu szkoły społecznej Stowarzyszenia Kultury i Edukacji, w której pracował aż do śmierci. Jego artykuły na temat oświaty w cyklu „Szkoła bez stopni” ukazywały się w latach 1993–1994 w warszawskim miesięczniku „Społeczeństwo otwarte”.
Powieść „Warszawska Atlantyda” z pogranicza political i science fiction, w której z wyobraźnią i humorem przedstawił apokaliptyczną, a zarazem groteskową wizję polskich przemian, zwróciła uwagę krytyków. Paweł Dunin-Wąsowicz, wyróżnił ją w recenzjach i swoim leksykonie „Warszawa fantastyczna”.
Zafascynowany „Dziennikami” Stefana Żeromskiego, od lat sześćdziesiątych do końca życia, pisał swoje. Krótki wstęp do nich podyktował przed śmiercią w Szpitalu Wolskim w Warszawie. Kilkanaście tomów jego dzienników dotychczas nie zostało wydanych.

## Publikacje
- Magister Tartufe (tom poezji, wyd. PIW, 1980)
- Pieśń żarłocznej szarańczy (zbiór opowiadań, wyd. Czytelnik, 1980)
- Ołowiany dach (tom poezji, wyd. Wydawnictwo Literackie, 1984)
- Małecki (powieść, wyd. Iskry, 1986)
- Na perskim jarmarku (zbiór opowiadań, wyd. Glob, 1987)
- Dom z zapalonymi światłami (zbiór opowiadań, wyd. Wydawnictwo Literackie, 1987)
- Warszawska Atlantyda (powieść, wyd. PIW, 1997)
- Niskie pobudki (nie wydana w całości powieść, publikowana we fragmentach w „Literaturze”)[7]